# Polluting Paradise
Pour plus de détails, voir Fiche technique et Distribution.
Polluting Paradise (Müll im Garten Eden) est un film allemand réalisé par Fatih Akin, sorti en 2012.

## Synopsis
Les villageois du village de Çamburnu dans le district de Sürmene dans la Région de la mer Noire en Turquie luttent contre la décision du gouvernement de faire de leur village une décharge.

## Fiche technique
- Titre original : Müll im Garten Eden
- Titre français : Polluting Paradise
- Réalisation : Fatih Akin
- Pays d'origine : Allemagne
- Format : Couleurs - 35 mm - 1,85:1
- Genre : documentaire
- Durée : 85 minutes
- Dates de sortie :
  - France : 18 mai 2012 (Festival de Cannes 2012), 29 mai 2013 (sortie nationale)
  - Allemagne : 6 décembre 2012

## Distinction
- Festival de Cannes 2012 : Séance spéciale